# Alticeps vigilis
Alticeps vigilis är en insektsart som beskrevs av Williams 1977. Alticeps vigilis ingår i släktet Alticeps och familjen vedstritar.
Artens utbredningsområde är Mauritius. Inga underarter finns listade i Catalogue of Life.